# Condylostylus nubeculus
Condylostylus nubeculus är en tvåvingeart som beskrevs av Becker 1922. Condylostylus nubeculus ingår i släktet Condylostylus och familjen styltflugor. Inga underarter finns listade i Catalogue of Life.